# Utsukushii Hito
Singles de Māya Sakamoto
Magic Number
(2009) Down Town / Yasashisa ni Tsutsumareta Nara
(2010)
Utsukushii Hito est le 1ersingle digital de Māya Sakamoto sorti sous le label Victor Entertainment le 12 juin 2010 au Japon. Utsukushii Hito a été utilisé comme thème musical pour la campagne Kentoushi Fune Saigen Project. Elle se trouve sur l'album You Can't Catch Me.

## Liste des titres
Les paroles ont été écrites par Māya Sakamoto tandis que la musique a été composée par Yōko Kanno.
| 1. | Utsukushii Hito (美しい人) | 5:04 |